# António Nogueira

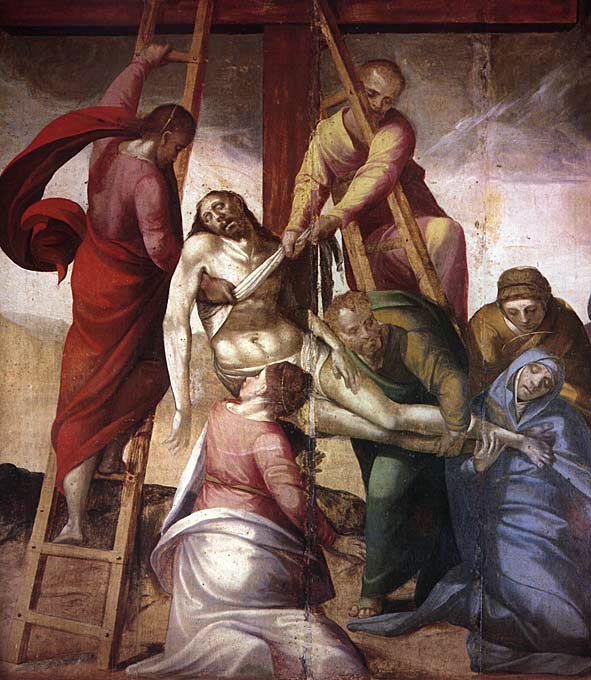
Descida da cruz, 1564. Museu Regional de Beja

António Nogueira (Portugal, ? – Évora, 1575) foi um pintor maneirista de Portugal, ativo na segunda metade do século XVI.
Suas primeiras obras registradas foram dois retábulos executados em 1564 para Igreja de S. Estevão de Beringel, contratados por D. Pedro de Sousa, mas que se perderam. Em 1564, produziu um retábulo para a Misericórdia da Beja, e depois outros para a Igreja Matriz do Lavradio e Igreja do Espírito Santo de Ferreira do Alentejo.
Suas obras são caracterizadas por forte tensão entre as formas e composição agitada por figuras e vestes em movimento contra fundos de índole geométrica.